# Villa Cura Brochero
Villa Cura Brochero est une ville de la province de Córdoba, en Argentine, et le chef-lieu du département de San Alberto. Elle est située à 150 km au sud-ouest de la capitale provinciale Córdoba. Sa population s'élevait à 10 926 habitants en 2012.

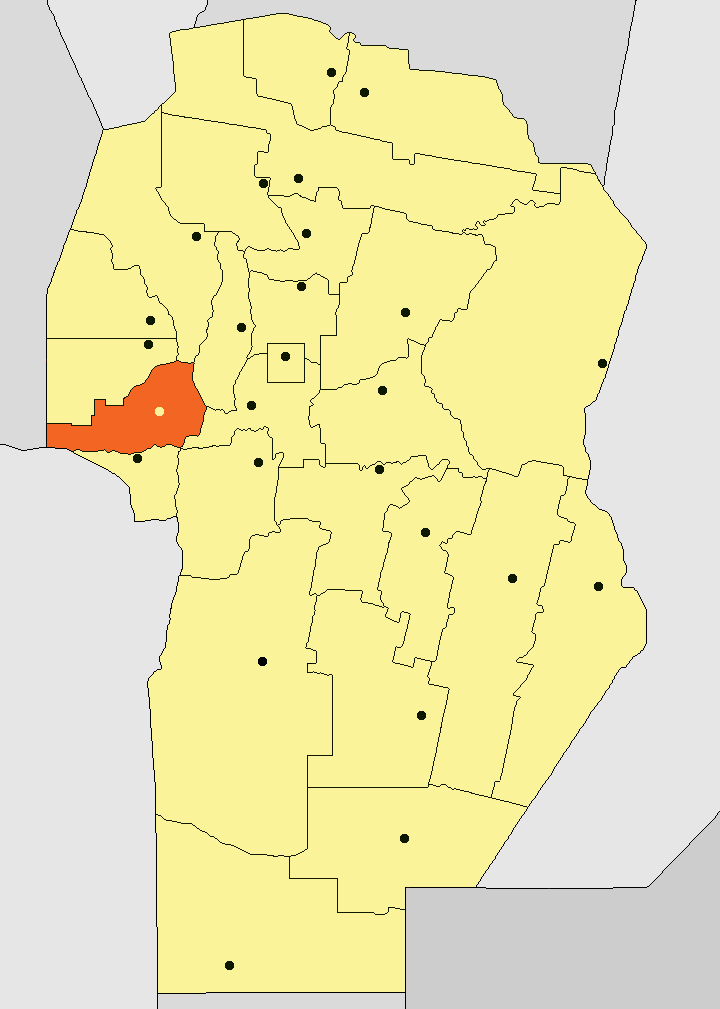
Localisation de la ville dans la province